# Médaille Yudh Seva
La médaille Yudh Seva est l'une des décorations militaires de l'Inde remise pour services distingués en temps de guerre. Elle est décernée pour un haut niveau de service distingué dans un contexte opérationnel, qui comprend des périodes de guerre, de conflit ou d'hostilités et peut être décerné à titre posthume. 
La décoration est l'équivalent en temps de guerre de la médaille Vishisht Seva, qui est une décoration de service distinguée en temps de paix. 
En 2019, Minty Agarwal est devenue la première femme à recevoir la médaille Yudh Seva. 